# Championnat du monde de hockey sur glace 1953
Navigation
Norvège 1952 Suède 1954
Le vingtième  championnat du monde de hockey sur glace et par la même occasion le trente-et-unième championnat d'Europe a eu lieu entre le 7 et le 15 mars 1953 en Suisse dans les villes de Zurich et de Bâle.

## Contexte
Seulement quatre nations ont participé à cette édition du championnat du monde et les équipes du Canada, des États-Unis, de la Pologne et de Norvège sont les grandes nations manquantes. Le Canada n'a pas participé en raison des sommes d'argent à débourser pour envoyer des joueurs jouer en Europe les matchs.
L’intérêt pour la compétition a également diminué après l’abandon de la Tchécoslovaquie à la suite de la maladie du président Klement Gottwald. Le 14 mars 1953, alors que l'équipe était rentrée à la maison puis disqualifiée, le président décède d'une pneumonie contractée lors des obsèques de Joseph Staline.

En conséquence de quoi, deux matchs eurent lieu entre les nations. Ce fut le premier championnat du monde avec uniquement des équipes européennes.
Cinq nations ont participé également à un second tournoi qui fut qualifié de tournoi junior. La Suisse a présenté une équipe à chacun de ces tournois mais la seconde équipe.

## Championnat A

### Résultats des matchs
| 7 mars - Bâle - Tchécoslovaquie 11– 2 Allemagne Fédérale - Suisse 2 –9 Suède 8 mars - Bâle - Suisse 4 – 9 Tchécoslovaquie - Suède 8 – 6 Allemagne Fédérale | 10 mars - Bâle - Suède 5 – 3 Tchécoslovaquie - Suisse 3 – 2 Allemagne Fédérale 12 mars - Zurich - Suisse 1 – 9 Suède - Tchécoslovaquie 9 – 4 Allemagne Fédérale | 13 mars - Zurich - Suisse – Tchécoslovaquie : annulé - Suède 12 – 2 Allemagne Fédérale 15 mars - Zurich - Suisse 3 – 7 Allemagne Fédérale - Suède – Tchécoslovaquie : annulé |

### Classement final
| #      | Équipe          | PJ          | V           | N           | D           | BP          | BC          | Diff        | Pts         |
| ------ | --------------- | ----------- | ----------- | ----------- | ----------- | ----------- | ----------- | ----------- | ----------- |
| Or     | Suède           | 4           | 4           | 0           | 0           | 38          | 11          | +27         | 8           |
| Argent | Allemagne       | 4           | 1           | 0           | 3           | 17          | 26          | -9          | 2           |
| bronze | Suisse          | 4           | 1           | 0           | 3           | 9           | 27          | -18         | 2           |
| 4      | Tchécoslovaquie | Non classée | Non classée | Non classée | Non classée | Non classée | Non classée | Non classée | Non classée |

### Médaillés
Voici l'alignement complet des médaillés du tournoi :
| Champions du mondeSuède | Göte Almqvist, Åke Andersson, Lars Björn, Göte Blomqvist, Sigurd Bröms, Stig Carlsson, Thord Flodqvist, Hans Isaksson, Erik Johansson, Gösta Johansson, Rune Johansson, Sven Tumba, Hans Öberg, Rolf Pettersson, Sven Thunman, Hans Tvilling, Stig Tvilling Entraîneur : Folke Jansson |

| ArgentAllemagne de l'Ouest | Martin Beck, Toni Biersack, Karl Bierschel, Otto Brandenburg, Markus Egen, Karl Enzler, Georg Guggemos, Bruno Guttowski, Alfred Hoffman, Ulrich Jansen, Walter Kremershof, Dieter Niess, Fritz Poitsch, Hans Rampf, Kurt Sepp, Xaver Unsinn Entraîneur : Bruno Leinweber |

| BronzeSuisse | Hans Banninger, Gian Bazzi, Francis Blank, Walter Durst, Emil Handschin, Rudi Keller, Oscar Mudry, Gebhart Poltera, Ulrich Poltera, Martin Riesen, Silvio Rossi, Otto Schlapfer, Otto Schubiger, Armin Schutz, Hans Trepp, Michel Wehrli Entraîneur : Frank Sullivan |

## Championnat junior

### Résultats des matchs
| 7 mars - Zurich - Italie 9 – 5 Autriche 7 mars - Bâle - Suisse B 1 – 3 Grande-Bretagne 8 mars - Bâle - Autriche 5 – 3 Pays-Bas 8 mars - Zurich - Suisse B 7 – 1 France | 10 mars - Zurich - Grande-Bretagne 8 – 4 Pays-Bas - Suisse B 1 – 2 Italie 11 mars - Zurich - Autriche 8 – 1 France 11 mars - Bâle - Italie 7 – 0 Pays-Bas 12 mars - Bâle - Grande-Bretagne 8 – 3 France | 13 mars - Bâle - Grande-Bretagne 3 – 0 Autriche - Suisse B 7 – 5 Pays-Bas 14 mars - Bâle - Italie 5 – 2 France - Suisse B 8 – 2 Autriche 15 mars - Bâle - Pays-Bas 8 – 3 France 15 mars - Zurich - Italie 3 – 2 Grande-Bretagne |

### Classement du championnat B
| # | Équipe          | PJ | V | N | D | BP | BC | Diff | Pts |
| - | --------------- | -- | - | - | - | -- | -- | ---- | --- |
| 1 | Italie          | 5  | 5 | 0 | 0 | 26 | 10 | +16  | 10  |
| 2 | Grande-Bretagne | 5  | 4 | 0 | 1 | 24 | 11 | +13  | 8   |
| X | Suisse B        | 5  | 3 | 0 | 2 | 24 | 13 | +11  | 6   |
| 3 | Autriche        | 5  | 2 | 0 | 3 | 20 | 24 | -4   | 4   |
| 4 | Pays-Bas        | 5  | 1 | 0 | 4 | 20 | 30 | -10  | 2   |
| 5 | France          | 5  | 0 | 0 | 5 | 10 | 36 | -26  | 0   |